# Kampioenschapsriem
Een kampioenschapsriem is een groot, extravagant ontworpen riem die voornamelijk wordt gebruikt in wedstrijdsporten zoals boksen, mixed martial arts en professioneel worstelen om de kampioenen van de organisatie aan te duiden. In sommige van deze sporten komt het voor dat een atleet in het bezit is van twee of meer kampioenschapsriemen tegelijk, bijvoorbeeld als hij of zij uitkomt in wedstrijden van verschillende organisaties binnen dezelfde sport. De houder kan meerdere kampioenschappen tegelijk kwijtraken als hij of zij verliest.

## Boksen

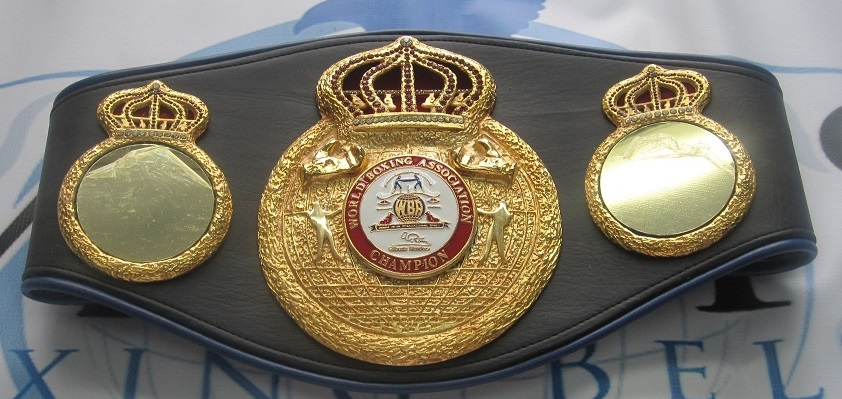
Het WBA-titel, een voorbeeld van een kampioenschapsriem in boksen.

In het boksen hebben de individuele organisaties, zoals de World Boxing Council (WBC), de World Boxing Association (WBA), de International Boxing Federation (IBF) en de World Boxing Organization (WBO) ieder hun eigen unieke kampioenschapsriem die wordt toegekend aan de kampioen van elke gewichtsklasse.

### Gewichtsdivisie
| Weight           | WBA                 | WBC                 | IBF                  | WBO                  | The Ring             | BoxRec              |
| ---------------- | ------------------- | ------------------- | -------------------- | -------------------- | -------------------- | ------------------- |
| Over 200 lb      | Heavyweight         | Heavyweight         | Heavyweight          | Heavyweight          | Heavyweight          | Heavyweight         |
| 200 lb (90.7 kg) | Cruiserweight       | Cruiserweight       | Cruiserweight        | Junior heavyweight   | Cruiserweight        | Cruiserweight       |
| 175 lb (79.4 kg) | Light heavyweight   | Light heavyweight   | Light heavyweight    | Light heavyweight    | Light heavyweight    | Light heavyweight   |
| 168 lb (76.2 kg) | Super middleweight  | Super middleweight  | Super middleweight   | Super middleweight   | Super middleweight   | Super middleweight  |
| 160 lb (72.6 kg) | Middleweight        | Middleweight        | Middleweight         | Middleweight         | Middleweight         | Middleweight        |
| 154 lb (69.9 kg) | Super welterweight  | Super welterweight  | Junior middleweight  | Junior middleweight  | Junior middleweight  | Light middleweight  |
| 147 lb (66.7 kg) | Welterweight        | Welterweight        | Welterweight         | Welterweight         | Welterweight         | Welterweight        |
| 140 lb (63.5 kg) | Super lightweight   | Super lightweight   | Junior welterweight  | Junior welterweight  | Junior welterweight  | Light welterweight  |
| 135 lb (61.2 kg) | Lightweight         | Lightweight         | Lightweight          | Lightweight          | Lightweight          | Lightweight         |
| 130 lb (59.0 kg) | Super featherweight | Super featherweight | Junior lightweight   | Junior lightweight   | Junior lightweight   | Super featherweight |
| 126 lb (57.2 kg) | Featherweight       | Featherweight       | Featherweight        | Featherweight        | Featherweight        | Featherweight       |
| 122 lb (55.3 kg) | Super bantamweight  | Super bantamweight  | Junior featherweight | Junior featherweight | Junior featherweight | Super bantamweight  |
| 118 lb (53.5 kg) | Bantamweight        | Bantamweight        | Bantamweight         | Bantamweight         | Bantamweight         | Bantamweight        |
| 115 lb (52.2 kg) | Super flyweight     | Super flyweight     | Junior bantamweight  | Junior bantamweight  | Junior bantamweight  | Super flyweight     |
| 112 lb (50.8 kg) | Flyweight           | Flyweight           | Flyweight            | Flyweight            | Flyweight            | Flyweight           |
| 108 lb (49.0 kg) | Light flyweight     | Light flyweight     | Junior flyweight     | Junior flyweight     | Junior flyweight     | Light flyweight     |
| 105 lb (47.6 kg) | Minimumweight       | Strawweight         | Mini flyweight       | Mini flyweight       | Strawweight          | Minimumweight       |

## Professioneel worstelen
De professioneel boks- en worstelorganisaties erkennen wereldtitels binnen verschillende gewichtsklassen. Professioneel worstelen richt zich ook op regionale en gespecialiseerde titels. Het gebruik van regionale titels is meer prominent binnen organisaties die aangesloten zijn bij de National Wrestling Alliance. World Wrestling Entertainment is de enige organisatie die op een bepaald moment drie wereldkampioenen erkende als gevolg van een merkextensie die resulteerde in een situatie waarin voor elk merk een wereldtitel wordt toeewezen. Het WWE Championship is aangewezen op de Raw-brand, terwijl het WWE World Heavyweight Championship aangewezen is op de SmackDown-brand. Daarnaast werd de ECW World Championship aangewezen op de ECW-merk. WWE borgde het ECW-merk in februari 2010 op en daarmee ook het ECW World Championship. Het WWE Championship en het World Heavyweight Championship zijn beide nog in gebruik.
Total Nonstop Action Wrestling heeft ook een design van hun eigen TNA World Heavyweight Championship dat van houder veranderde bij vele gelegenheden.

## Mixed martial arts

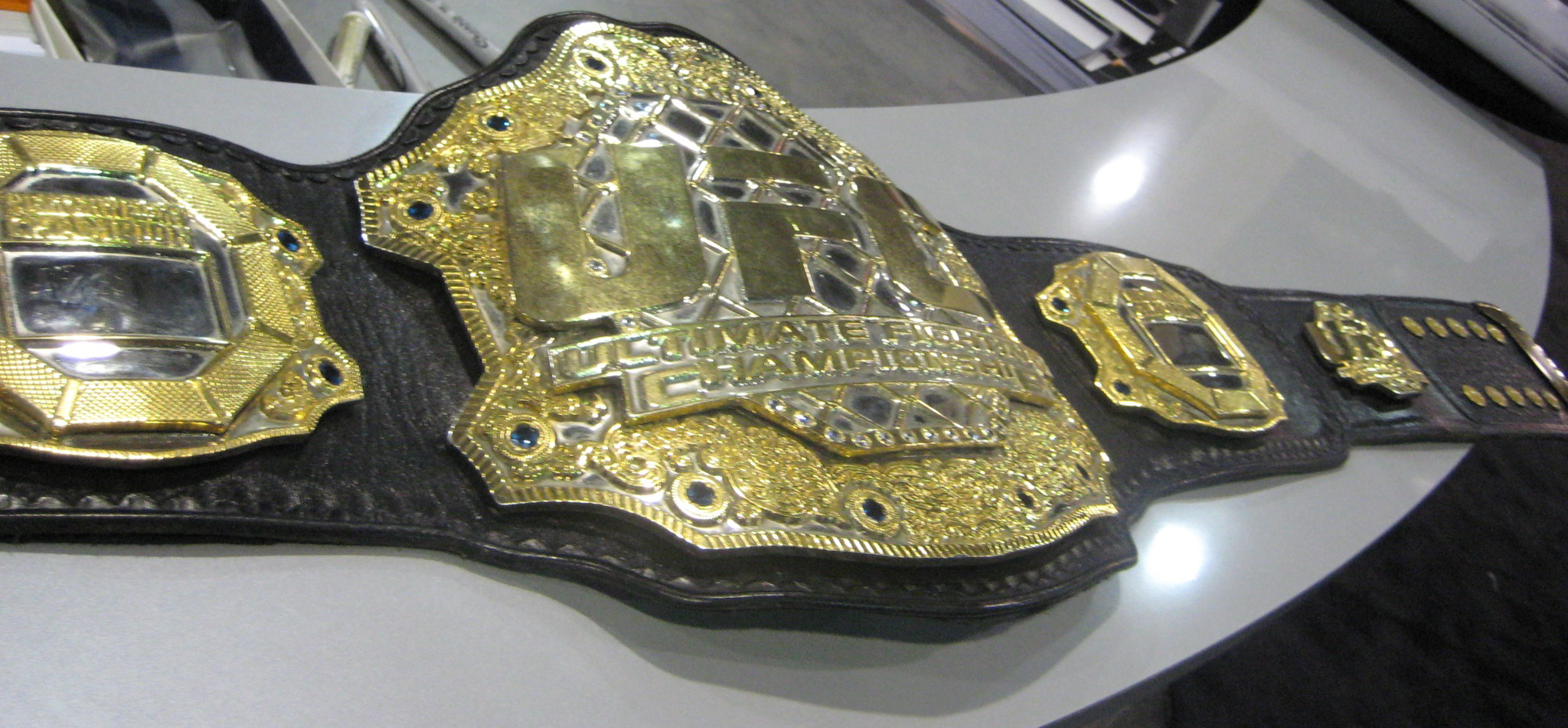
Het UFC-titel, een voorbeeld van een kampioenschapsriem in mixed martial arts.

Toen in 1993 de UFC ontstond, werd mixed martial arts niet erkend in de Verenigde Staten vanwege het ontbreken van gewichtsklassen. Deze werden in 1997 geïntroduceerd. Datzelfde jaar reikte de UFC voor het eerst een kampioenschapsriem uit, aan zwaargewicht Mark Coleman.